# 蛛网萼
蛛网萼（学名：Platycrater arguta）是绣球科蛛网萼属（学名：Platycrater）的唯一一种，为落叶灌木植物，分布于日本和中国浙江与福建北部。